# Baş Zəyzid
Baş Zəyzid è un comune dell'Azerbaigian situato nel distretto di Şəki. Conta una popolazione di 4 433 abitanti.